# X-Press Pearl
L'X-Press Pearl va ser un vaixell portacontenidors classe Super Eco 2700 amb bandera de Singapur. El navili va entrar en servei el febrer de 2021 i comptava amb 186 metres d'eslora. Era operat per X-Press Feeders.
El 20 de maig de 2021, l'X-Press Pearl es va incendiar a la costa de Colombo, a Sri Lanka. L'embarcació es va encendre i va ser declarada com una pèrdua total. Una setmana després, encara flotava en flames tot i que l'incendi es creia controlat pels bombers singalesos. Després de cremar durant 12 dies, el vaixell es va enfonsar el 2 de juny mentre estava essent remolcat a aigües més profundes. L'incident ha estat considerat el pitjor desastre ecològic marí en la història de Sri Lanka a causa del combutible i els productes químics que transportava.

## Construcció
L'X-Press Pearl va ser construït a la Drassana Internacional Zhoushan Changhong Co, Ltd, a la Xina, per a la companyia singapuresa X-Press Feeders, juntament amb la seva embarcació germana X-Press Mekong. El portacontenidors de 37.000 tones de pes mort (DWT) podia transportar 2.743 contenidors (TEU). Va ser lliurat el 10 de febrer de 2021.
El vaixell va ser desplegat al servei Strats to Middle East (SMX) de X-Press Feeders i feia la ruta de Kelang (Malàisia), per la via de Singapur i Jebel Ali (EAU), al port de Hamad (Qatar). El viatge de tornada era per la via d'Hazira (Índia) i Colombo (Sri Lanka) de tornada a Malàisia. L'embarcació havia fet tres viatges, fent escala a Colombo els dies 17 de març i 18 d'abril, i es va incendiar just després de la seva tercera escala al port, el 19 de maig.

## Incendi
El vaixell va partir del port d'Hazira el 15 de maig de 2021. Va arribar a Colombo el 19 de maig, transportant 1.486 contenidors, que contenien 25 tones d'àcid nítric, altres químics, cosmètics i grànuls de polietilè de baixa densitat. El vaixell estava en el tram de tornada d'un viatge d'anada i tornada de 30 dies des de Kelang. Oficials de Sri Lanka van creure que l'incendi va ser provocat per una fuita d'àcid nítric que la tripulació coneixia des de l'11 de maig. El vaixell transportava 25 tones d'aquest àcid altament corrosiu que és utilitzat en la manufactura de fertilitzants i explosius.
Es va saber que li va ser negada l'entrada els ports de Hamad, a Qatar, i de Hazira, a l'Índia, abans d'entrar al port de Colombo. Els operadors de l'X-Press Pearl van rebutjar els informes sobre la denegació d'entrada del portacontenidors als ports de Qatar i l'Índia. L'empresa X-Press Feeders, propietària del navili, va afirmar que la tripulació havia descobert un contenidor amb una fuita d'àcid nítric i va sol·licitar tant al port de Hamad com de Hazira de descarregar el contenidor. La sol·licitud va ser denegada perquè «no hi havia instal·lacions especialitzades o experts disponibles immediatament per fer front a la fuita d'àcid», així que el navili va prosseguir amb el viatge planejat cap a Colombo.
El vaixell va arribar a Colombo la nit del 19 de maig i va ser ancorat al port exterior esperant un atracament. El vaixell no va declarar una emergència per la fuita d'àcid de la càrrega. El 20 de maig agents de l'embarcació van sol·licitar una avaluació del contenidor. El capità del port, Nirmal de Silva, va comentar que com a centre marítim, Colombo comptava amb experts per ajudar. Aleshores el vaixell va emetre el seu primer report d'un incendi, que la tripulació havia apagat utilitzant el seu sistema intern de seguretat.
El vaixell es va incendiar el 20 de maig, a 9.5 milles nàutiques (17.6 km) al nord-oest del port de Colombo. L'armada de Sri Lanka, juntament amb l'autoritat portuària singalesa, va abordar el vaixell per a esbrinar la causa de l'incendi i va sospitar que el foc podria haver-se iniciat com a resultat de la reacció dels químics transportats a l'embarcació. Durant l'incident amb el foc, el navili comptava amb una tripulació de 25 persones.
Encara que els informes inicials van relacionar l'incident amb una fuita d'àcid, el capità de port De Silva va comentar que l'incendi s'havia desfermat a la bodega número 2 de l'X-Press Pearl, mentre que el contenidor estava apilat a la coberta, i que es requeria una investigació més completa per a determinar la causa.
El 25 de maig, va succeir una gran explosió a l'interior del navili, i els 25 tripulants van ser evacuats fora de l'embarcació. Dos tripulants de nacionalitat índia que van resultar ferits durant l'explosió van ser atesos a l'Hospital Nacional de Colombo.
El foc va continuar cremant durant el 25 de maig i a última hora de la tarda els contenidors queien del vaixell al mar. L'Autoritat de Protecció Ambiental Marítima de Sri Lanka (MEPA) va declarar un vessament de petroli Nivell II des dels búnquers de combustible a bord, a mesura que l'incendi empitjorava. L'Índia va enviar vaixells de lluita contra incendis i de control de contaminants de la Guàrdia Costera, així com un remolcador i un avió de reconeixement marítim Dornier per ajudar amb les mesures de contenció, i va demanar als pescadors es mantinguessin allunyats del vaixell.
Dharshani Lahandapura, president de la MEPA, va comentar el 26 de maig que 378 tones de petroli estaven a bord de l'embarcació i que almenys la meitat es podria filtrar al mar abans que s'extingís l'incendi. El mal clima va impedir el desplegament de barreres de contenció de petroli al voltant del vaixell, però les autoritats estaven preparades per a netejar qualsevol combustible que arribés a la costa. Al matí, enderrocs cremats i alguna càrrega vessada arribava ja a la costa de Negombo. El 29 de maig, l'X-Press Pearl continuava cremant-se i fumjant, encara que les flames havien disminuït i la integritat del casc seguia intacta. Remolcadors de bombers van continuar llançant aigua cap al vaixell, mentre que la Força Aèria de Sri Lanka va llançar pols química seca. El navili de la guàrdia costanera índia, ICG Samudra Prahari, un vaixell de control de contaminants, es va unir al grup de treball. El matí del 30 de maig, l'incendi estava gairebé extint, i encara li ruixaven aigua. X-Press Feeders va reportar que els tècnics intentaven abordar el navili per col·locar una connexió de remolc. El van abordar l'1 de juny per a una primera inspecció. Van trobar la sala de màquines inundada i encara sortia fum de les bodegues de càrrega 1, 2 i 3 de manera intermitent.

## Rescat
El 21 de maig, l'Armada de Sri Lanka va desplegar dos vaixells patrullers d'alta mar, SLNS Sagara i SLNS Sindurala, juntament amb un avió d'operacions d'extinció d'incendis malgrat les males condicions climàtiques a l'àrea circumdant. Es va revelar que l'incendi havia estat controlat el dia 21 de maig i es van continuar els esforços de refredament per a prevenir que el foc tornés a revifar. El 22 de maig, la Força Aèria de Sri Lanka va desplegar un helicòpter Bell 212 per a les operacions de rescat. Dels 25 tripulants, dos van ser hospitalitzats. El 25 de maig, l'Índia va enviar les embarcacions ICG Vaibhav, ICG Dornier, i el remolcador Water Lilly per ajudar l'armada de Sri Lanka a extingir el foc. El vaixell especialitzat de resposta de contaminants Samudra Prahari, va arribar el dia 29 de maig.
El 2 de juny, X-Press Feeders va emetre un comunicat que afirmava que l'empresa «lamentem reportar que tot i que els tècnics van abordar amb èxit el vaixell i van col·locar un cable de remolc, els intents per moure el vaixell a aigües més profundes han fallat».

## Dany ambiental
La contaminació per grànuls de resina plàstica de la càrrega vessada va arribar a les platges de Sri Lanka el 27 de maig. D'acord amb la MEPA, hi havia tres contenidors de grànuls de plàstic a bord de l'embarcació, cadascun amb un pes de 26 tones.
Experts en salut i de la MEPA van advertir de la possibilitat de pluges àcides suaus a Sri Lanka per l'emissió de diòxid de nitrogen. Autoritats singaleses van prohibir la pesca costanera de Kalutara fins a Negombo per temor a la contaminació. Prop de 5.600 embarcacions no van poder navegar i el govern els va prometre una compensació. La MEPA també va instar les persones a no tocar cap residu del portacontenidors pel fet d'estar contaminats amb substàncies tòxiques.
Es va presentar una denúncia policial per investigar la negligència. També es va reunir un grup d'experts per avaluar els danys ambientals a llarg termini. Peixos morts i tortugues van continuar arribant a les platges de Sri Lanka i van ser examinats per determinar si les seves morts van ser causades pel vessament. Dels 1.486 contenidors, 81 d'ells van ser considerats com a perillosament tòxics i nocius, incloses 25 tones d'àcid nítric.
El 2022, un estudi de la Societat Química Americana va revelar que el desastre ecològic era encara més greu perquè els animals confonien amb menjar els pèl·lets de plàstic que transportava el vaixell que es van cremar i barrejar amb altres elements: «podria haver canviat el color original, la mida, les propietats químiques, la rigidesa i la flotabilitat, i com això n'agreuja l'impacte ambiental i fa més complexa la neteja».